# Creina
Creina d.d. je slovenski proizvajalec kmetijske mehanizacije s sedežem v Kranju. Začetki podjetja segajo v leto 1954, ko je takratni Agroservis izdeloval vozove in ročne mline. Agroservis je bil del Mestnega avtoprevozništva Kranj, ki se je leta 1968 preimenoval v Turistično prometno podjetje Creina Kranj. Leta 1975 se je to podjetje združilo s podjetjem Transturist v Alpetour Škofja Loka. Leta 1990 se je Creina ločila od tega podjetja in tako je nastala CREINA Kranj, p.o., ki se je potem leta 1998 spremenila v delniško družbo. 
Creina je bil en izmed najpomembnejših proizvajalcev kmetijske mehanizacije v takratni Jugoslaviji. Prostori v Cerkljah so hitro postali premajhni, zato so zgradili novo halo v Laborah, kamor se je preselila proizvodnja. Kasneje, leta 1979, se je proizvodnja spet preselila in sicer na Primskovo.  

## Proizvodni program
- Cisterne za gnojevko
- Komunalne cisterne
- Mešalci gnojevke
- Dvoriščni traktorji Thaler
- Trosilci gnoja in mineralnih gnojil

## Storitve
- Laserski razrez pločevine
- Razrez pločevine s škarjami
- Robotsko varjenje
- Peskanje